# NGC 5799
NGC 5799 је лентикуларна галаксија у сазвежђу Рајска птица која се налази на NGC листи објеката дубоког неба.
Деклинација објекта је - 72° 25' 58" а ректасцензија 15h 5m 35,5s. Привидна величина (магнитуда) објекта NGC 5799 износи 13,4 а фотографска магнитуда 14,3. Налази се на удаљености од 30,689 милиона парсека од Сунца. NGC 5799 је још познат и под ознакама ESO 67-6, FAIR 164, AM 1500-721, IRAS 15005-7213, PGC 53875.